# Goniometria
Goniometria (gr. gonia – kąt, metreín – mierzyć) może oznaczać:
- dział trygonometrii zajmujący się badaniem elementarnych własności funkcji trygonometrycznych[1]. Obecnie nazwa rzadko stosowana, wyparta przez trygonometrię.
- dział krystalografii zajmujący się pomiarami rozmaitych kątów w krysztale[2]
- dział antropometrii, zajmujący się pomiarem rozmaitych kątów w obrębie ciała. Dzieli się na goniometrię statyczną (np. kąty twarzy, kąty kręgosłupa, kąty przedniej ściany tułowia) i goniometrię dynamiczną (np. obszerność ruchu klatki piersiowej, kąty nachylenia głowy, obszerność ruchu kręgosłupa, obszerność ruchów stawów kończyn)[3]